# Hypocnemoides melanopogon
Hypocnemoides melanopogon là một loài chim trong họ Thamnophilidae.